# Carl Flick
Carl (Charles) Flick, genannt Flick-Steger (* 13. Dezember 1899 in Wien; † 24. Januar 1969 in Bad Orb) war ein amerikanischer Journalist.

## Leben und Tätigkeit

### Herkunft und frühe Jahre
Karl Jakob Flick war ein Sohn des österreichischstämmigen Ingenieurs Lorenz Flick (* 1871, Orb) und seiner Ehefrau Ruperta (auch Bertha), geb. Steger (* 1873, Ried). Er war gebürtig amerikanischer Staatsbürger.
Flick wuchs im amerikanischen Bundesstaat Rhode Island auf. In den USA nannte er sich Charles L. Flick oder Carl Flick. Den Doppelnamen Flick-Steger benutzte er ab 1927, als er die Münchener Opernsängerin Aline Sanden heiratete.
In seiner Jugend besuchte Flick ein Gymnasium in Pawtucket, Rhode Island. 1918 legte er das Abitur ab. Anschließend studierte er Musik in Providence, Boston. Nach dem Abschluss seines Studiums an der Brown University, siedelte er nach Österreich über um in Wien weitere musikalische Studien vorzunehmen. In den nachfolgenden Jahren war er in den USA und in Europa kompositorisch tätig (u. a. in Berlin und Brüssel). Als Komponist verfasste Flick zahlreiche Kompositionen. Bereits 1929 umfasste das Verzeichnis seiner Kompositionen vierzehn Werke ernster Musik. Seine bekanntesten Arbeiten sind die Oper Dorian Gray (Uraufführung: Aussig 1930), eine Adaption des gleichnamigen Buches von Oscar Wilde, und die Oper Leon und Edrita (Uraufführung Krefeld 1936).
1930 wandte sich Flick-Steger, wie er Flick sich seit 1929 nannte, dem Journalismus zu: Er wurde von der Hearst-Presse als Chefkorrespondent für Mitteleuropa angestellt. Von 1930 bis 1936 berichtete Flick-Steger, der Deutsch mit starkem amerikanischen Akzent sprach, in dieser Stellung für die Zeitungen von Hearst aus Berlin. Während dieser Zeit trat Flick-Steger mit Aufnahmedatum vom 1. Juli 1931 in die NSDAP ein.
1936 kehrte Flick-Steger in die USA zurück: Dort wurde er zunächst Chefredakteur der Wochenzeitschrift Literary Digest, bevor er 1937 als außenpolitischer Chefredakteur zu der Tageszeitung Philadelphia Inquirer wechselte.
Flick-Stegers Eltern widerriefen ihre amerikanische Staatsbürgerschaft 1937 und kehrten nach Deutschland zurück. Eigenen Aussagen zufolge gab auch Flick-Steger selbst seinen amerikanischen Pass damals zurück. 1938 wurde er in Deutschland eingebürgert. Freyeisen hält es für denkbar, dass die Behörden in Berlin erkannten, dass ein Deutsch-Amerikaner für sie in absehbarer Zeit sehr nützlich werden könnte. Dem Leiter der Nachrichtendienstlichen Abteilung im RSHA Walter Schellenberg zufolge erfolgte die Naturalisierung Flick-Stegers auf Veranlassung von Joseph Goebbels.
Von durchwachsenem Erfolg war Flick-Stegers musikalische Karriere in diesen Jahren: Seine komische Oper Leon und Edrita wurde am 5. Januar 1936 im Stadttheater Krefeld uraufgeführt und angeblich von amerikanischen Rundfunksendern, darunter der NBC übertragen. Die für den Sommer 1934 geplante Inszenierung seiner Oper Dorian Gray am Deutschen Opernhaus in Charlottenburg, kam hingegen damals und auch später nicht zustande: Obwohl Alfred Rosenberg sich im August 1934 beim Intendanten Wilhelm Rode für die Aufführung des Werkes ausgesprochen hatte, scheiterte das Projekt schließlich, da der Reichsdramaturg Schlösser als Beauftragter des Propagandaministeriums den Intendanten im März 1935 mitteilte, dass eine Aufführung der Oper am deutschen Opernhaus als nicht wünschenswert erscheine. Es folgte ein Rechtsstreit um die Aufführung der Oper. Flick-Stegers Vorhaben eines deutsch-amerikanischen Opernstudios ließ Flick-Steger unter diesen Umständen fallen. 1938/1939 betätigte er sich dann als Dirigent des Orechesters in Bad-Orb.
1938 veröffentlichte Flick-Steger das Buch So ist Amerika, das von Astrid Freyeisen als „primitive antisemitische Hetzschrift“ gekennzeichnet wird.

### Tätigkeit während des Zweiten Weltkriegs
1939 nahm Flick eine Stelle beim deutschen Ministerium für Volksaufklärung und Propaganda in Berlin an, dort wurde er Leiter der amerikanischen Redaktion im Drahtlosen Dienst. Vom 15. Mai bis zum 20. Oktober 1940 betätigte Flick-Steger sich dann als Frontberichterstatter. In dieser Eigenschaft berichtete er über die deutschen Einmärsche in Belgien und den Niederlanden sowie die Evakuierung des Expeditionskorps der britischen Armee aus Dünkirchen nach dem erfolgreichen Durchbruch der deutschen Armee durch die französischen Verteidigungslinien im Frühling 1940 sowie über den deutschen Einmarsch in Paris. Außerdem steuerte er Beiträge zu Radiosendungen bei und fertigte Übersetzungen ausländischer Rundfunkmeldungen an.
Am 1. November 1940 unterschrieb Flick-Steger einen Dienstvertrag beim Auswärtigen Amtes (AA) als leitender Rundfunkmitarbeiter des AA in Shanghai. Ab dem 16. November 1940 wurde er daraufhin von der Rundfunkabteilung des Auswärtigen Amtes dem deutschen Generalkonsulat in Shangai zugeteilt.
Am 12. Dezember 1940 traf Flick-Steger in Shanghai ein. Dort übergab der Diplomat Erwin Wickert ihm noch vor Weihnachten 1940 den laufenden Betrieb des deutschen Radiosenders in Ostasien XGRS, den er in den folgenden Jahren als Manager/Programmchef führte.
XGRS war während der Jahre als Flick-Steger den Sender führte, ein politischer Kampfsender, der die Aufgabe hatte, die deutsche Kriegsführung dem ostasiatischen Radiopublikum gegenüber in ein günstiges Licht zu rücken und gleichzeitig die Politik und die militärischen Aktionen des Kriegsgegners lächerlich zu machen. Schwerpunktmäßig strahlte er deutsch- und englischsprachige Übertragungen aus. Nach Beginn des Pazifikkriegs konzentrierte er sich vor allem auf die USA als Zielscheibe politischer Propaganda, wobei insbesondere auch antisemitische Angriffe nicht ausblieben. Die Ausrichtung und Tätigkeit des Senders wurde in den Leitlinien von Berlin aus gesteuert. Flick-Stegers unmittelbarer Vorgesetzter in Shanghai war der Presseattaché der deutschen Botschaft Fritz Cordt. Dem Rundfunkattaché war er hingegen nicht verpflichtet, sondern direkt der Botschaft in Peking, was in einem ausdrücklichen dahingehenden Erlass des Auswärtigen Amtes festgelegt worden war. Flick-Steger selbst gehörte dem Mitarbeiterstab der Botschaft offiziell seit dem 10. Februar 1941 an als seine Zuteilung vom Konsulat auf die Botschaft geändert wurde.
Die Historikerin Astrid Freyeisen hat einen amerikanischen Geheimdienstbericht über Flick-Steger aus seiner ostasiatischen Zeit eruiert, in dem es heißt, dass er während seiner Tätigkeit in Shanghai „der SS jegliche Angelegenheit von Interesse, und zwar polizeiliche, wirtschaftliche und militärische Informationen, von denen […] durch Abhören von Funk- und Radioübertragungen“ erfahren habe, berichtet habe. Außer zur SS – speziell zum Polizeiattaché der Botschaft Josef Meisinger – habe er auch enge Kontakte zur Kriegsoranisation (KO) der Abwehr in Shanghai unterhalten. Meisinger sagte in einer Vernehmung durch die Amerikaner nach Kriegsende sogar aus, Flick habe für diese gearbeitet.
Im Auswärtigen Amt wurde Flick-Steger allerdings umgekehrt auch ausgesprochen kritisch beurteilt: So vermerkte Martin Luther vom Auswärtigen Amt im Februar 1941, dass die Gestapo „erhebliches Aktenmaterial“ über ihn besitze und dass man bei dieser befürchte, „dass er auch heute noch als englischer Spion tätig“ sei.

### Nachkriegszeit
Nach dem Zweiten Weltkrieg war Flick von Ende der 1940er bis in die 1960er Jahre Vertreter der Associate Press in Bonn, wobei er insbesondere in enger Beziehung zum damaligen Regierungschef Konrad Adenauer stand.

## Familie
1927 heiratete Flick in erster Ehe Aline Sanden. Am 29. Februar 1940 folgte eine zweite Eheschließung mit Elfriede Hüsken. Aus der zweiten Ehe ging eine Tochter, Fanny (* 22. Dezember 1941), hervor.

## Schriften
- So ist Amerika. Mit Abbildungen nach größtenteils eigenen Aufnahmen prominenter deutschamerikanischer Mitarbeiter, Reutlingen, Leipzig 1939. (Neuauflage 1942)